# Triportheus
Genre
Triportheus est un genre de poissons de la famille des Triportheidae et de l'ordre des Characiformes.

## Liste d'espèces
Selon FishBase (08 juin 2015):
- Triportheus albus Cope, 1872
- Triportheus angulatus (Spix & Agassiz, 1829)
- Triportheus auritus (Valenciennes, 1850)
- Triportheus brachipomus (Valenciennes, 1850)
- Triportheus culter (Cope, 1872)
- Triportheus curtus (Garman, 1890)
- Triportheus elongatus (Günther, 1864)
- Triportheus guentheri (Garman, 1890)
- Triportheus magdalenae (Steindachner, 1878)
- Triportheus nematurus (Kner, 1858)
- Triportheus orinocensis Malabarba, 2004
- Triportheus pantanensis Malabarba, 2004
- Triportheus paranensis (Günther, 1874)
- Triportheus pictus (Garman, 1890)
- Triportheus rotundatus (Jardine, 1841)
- Triportheus signatus (Garman, 1890)
- Triportheus trifurcatus (Castelnau, 1855)
- Triportheus venezuelensis Malabarba, 2004